# Batalla de Caen (1346)
La batalla de Caen se libró en los campos que circundaban la ciudad normanda, e incluso en sus calles, durante la invasión inglesa de Normandía de 1346 por el rey Eduardo III de Inglaterra en el mes de julio. Fue la primera contienda significativa de una campaña que terminaría con la victoria inglesa en Crécy y el sitio de Calais, sucesos claves para el desarrollo posterior de la guerra de los Cien Años.

## La llegada aFrancia
La campaña de Crécy comenzó el día 11 de julio de 1346 cuando el rey Eduardo III de Inglaterra desembarcó en Saint-Vaast-la-Hougue, a 25 kilómetros de Cherburgo, después de haber atravesado el Canal de la Mancha la noche anterior con su flota, que transportaba su ejército, desde el sur de Inglaterra. Las fuerzas inglesas representaban entre 12.000 y 15.000 soldados a los que había que añadírseles un número indeterminado de mercenarios y aliados germanos y galeses, además de los señores y barones feudales descontentos con el gobierno del rey de Francia, Felipe VI.
El ejército marchó hacia el sur. El monarca inglés tenía pensado practicar una serie de incursiones y chevauchées por todo el territorio, además de saqueos y pequeñas escaramuzas que minaran la moral de su oponente y, de paso, sus arcas. Los soldados acataron las órdenes de buen grado quemando las poblaciones que encontraban a su paso y saqueando las villas, tomando todo lo que necesitaban del maltrecho campesinado. Las ciudades de Carentan, Saint-Lô y Torteval fueron pasadas a cuchillo, y como ellas, muchas más poblaciones.
Eduardo tenía desde el primer momento un objetivo claro: Caen, el centro político, financiero, cultural y religioso del oeste de Normandía. Además, esperaba que con su captura y destrucción recuperara la inversión que había tenido que hacer con vistas a esta invasión y, de paso, castigar moralmente a su enemigo.
Caen era una ciudad antigua en la orilla norte del río Orne y dividida en dos por el río Odon. La parte vieja estaba amurallada y custodiada por un castillo casi inexpugnable, sin embargo, era vulnerable una vez destruida la muralla. La parte nueva de la ciudad era un  barrio rico que acogía a mercaderes y terratenientes y que se disponía en la isla formada entre los ríos. Esta zona de Caen era la más fácilmente defendible, ya que se encontraba, casi en su totalidad, rodeada de agua y a ella se accedía mediante tres puentes fortificados. No obstante, en verano el caudal de los ríos descendía notablemente y era posible cruzarlos a nado -aunque el riesgo de irse con la corriente era considerable. Además, la ciudad contaba con dos abadías fortificadas, una a cada lado del perímetro de la muralla y que podían servir como bastiones si Caen era atacada.

## La batalla
El ejército inglés llegó a las murallas de la ciudad el día 26 de julio de 1346. Casi sin perder tiempo, ocupó las dos abadías y planificó el asalto definitivo a la ciudad vieja aunque no poseía armas de asedio. La guarnición francesa liderada por Raúl II de Brienne, conde de Eu tenía en mente la defensa de la ciudad vieja y del castillo normando de Guillermo el Conquistador, sin embargo, la población rica que vivía en la ciudad nueva persuadió al general franco para que centrara su defensa en la isla. La desorganizada y apresurada retirada de la guarnición a la ciudad nueva provocó que ciertas precauciones, vitales para la defensa de Caen, se pasasen por alto.

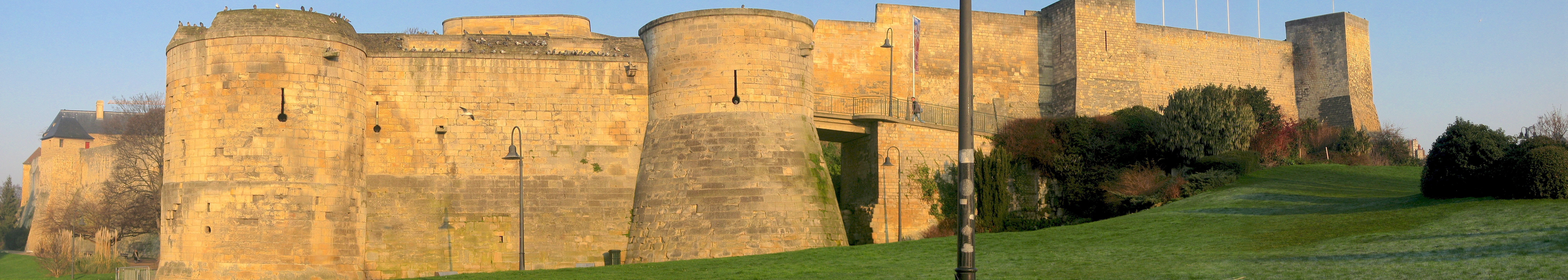
El castillo de Caen

Los ingleses ahora no necesitaban asediar la ciudad amurallada, que caería por sí sola. Eduardo III cambió entonces su estrategia y se centró en atacar los puentes fortificados que comunicaban con el norte de la ciudad mientras una pequeña división de su ejército se encargaría de los apenas 300 soldados franceses que resistían en el castillo mandados por el obispo de Bayeux. Mientras Eduardo colocaba a su ejército para el gran ataque, una parte de los soldados, los que estaban a cargo del conde de Warwick, el de Northampton y Richard Talbot, ansiosos por entrar en combate, comenzaron a atacar el puente a lo que el rey respondió con la orden de retirada. Sin embargo, esta orden fue desoída.
Mientras cientos de soldados se aventuraban a través del puente en una desorganizada y furibunda melé, los arqueros de tiro largo y los lanceros galeses vadearon los ríos y el resto los cruzaban en botes que habían sido olvidados en la orilla por los franceses en su precipitada retirada. El ejército francés se extendió a lo largo de la orilla del río pero en algunos puntos esta defensa se rompió permitiendo a los ingleses penetrar en la ciudad a tropel y atacar los puentes desde retaguardia. Los generales franceses pronto se retiraron al castillo, al norte del río, donde aún quedaba una guarnición que aguantaba las embestidas de los ingleses, pero el resto del ejército fue aniquilado mientras huía por las calles. Apenas si se hicieron un puñado de prisioneros.

## Consecuencias

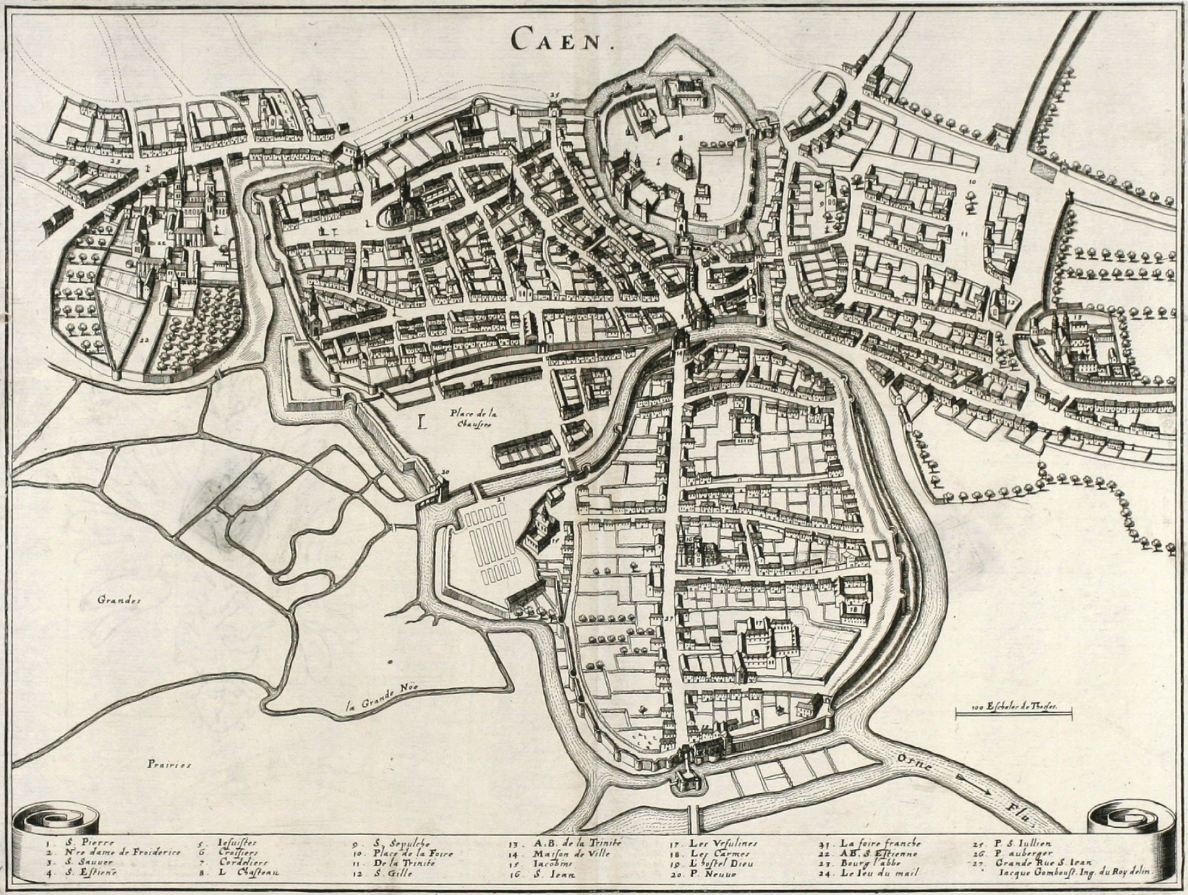
Mapa de la ciudad medieval

El ejército inglés, después de la victoria, comenzó con un frenético saqueo durante el cual se apoderaron de miles de libras además de grandes cantidades de oro. Muchas construcciones fueron quemadas hasta los cimientos y casi la mitad de la población fue pasada a cuchillo mientras el resto huía a los campos siendo perseguidos por la caballería inglesa. Unos 2500 cuerpos fueron enterrados en fosas comunes a las afueras de la ciudad aunque hay crónicas que elevan dicha cantidad a 5000. Sin embargo, poco se dice de las pérdidas inglesas que tan solo reconocen la pérdida de un hombre de armas aunque las bajas debieron ser muchas más, sobre todo entre arqueros y lanceros. El saqueo de la ciudad continuó cinco días más durante los cuales Eduardo III intentó fallidamente hacerse con el castillo. Como anécdota, el rey de Inglaterra rindió homenaje a su antepasado Guillermo el Conquistador en el lugar donde fue enterrado.
Los nobles que no habían logrado escapar eran el reclamo perfecto para pedir rescates. Entre ellos se encontraba Raúl II de Brienne, condestable de Francia, quien fue prisionero de los ingleses hasta 1350 cuando, al volver a Francia, fue ejecutado por orden del rey. Además, ente el botín de guerra se descubrió un acta promulgada por Juan II de Francia por la que se reclutaban partidas de guerra normandas para saquear las costas sureñas de Inglaterra. El ejército abandonó Caen el 1 de agosto dejando la ciudad devastada y dirigiéndose hacia el sur, hacia el río Sena, presumiblemente hacia París. Eduardo lo habría negado, pero si a las victorias en Blanchetaque, Crécy y Calais se le sumara una hipotética en París, Inglaterra hubiera estado presente en el norte de Francia durante, al menos, doscientos años más.[cita requerida]